# Sven von Sneidern
Sven Ivan Reinhold von Sneidern, född 10 maj 1877 i Gestads socken, död 7 september 1971 i Oscars församling, Stockholm var en svensk tandläkare.
Sven von Sneidern var son till lantbrukaren Gustaf Reinhold von Sneidern och kusin till Axel von Sneidern. Han avlade mogenhetsexamen i Vänersborg 1895 och tandläkarexamen 1899. Han var praktiserande tandläkare i Filipstad 1900–1903, i Falkenberg 1903–1922 och i Göteborg 1922–1930. Vid Göteborgs folkskolor var han skoltandläkare 1922–1923, förste skoltandläkare 1923–1925 och chefstandläkare 1925–1944. Von Sneidern var ordförande i Sveriges tandläkareförbund 1937–1939 och i Sveriges skol- och tjänstetandläkareförening 1939–1943. Som sakkunnig deltog han 1937 inom Socialdepartementet i utarbetandet av förslag rörande allmän folktandvård. Han publicerade uppsatser i den odontologiska fackpressen och en framställning av det svenska livförsäkringsväsendet (Studentföreningen Verdandis småskrifter, 127, 1905). Under sin tid i Falkenberg var von Sneidern bland annat vice ordförande i Stadsfullmäktige och ordförande i drätselkammaren.